# Anna-Maria Ravnopolska-Dean
Anna-Maria Ravnopolska-Dean, född 3 augusti 1960, är en bulgarisk harpist, arrangör, och kompositör.
1992 var hon med och grundade Amerikanska Universitetet i Bulgarien. Hon är nu lärare i flera teoretiska och praktiska kurser i harpa och piano på samma skola.
Hon skrev 2008 julsången Angeli v poliata ni och tillägnad banatbulgarer.

## Diskografi
- Bulgarian Harp Favorites, Arpa d’oro, CD 2003
- Legende: French Music for Harp, Gega compact disc, 1999
- Harpist at the Opera (honoring the Donizetti bicentennial), Arpa d'oro CD, 1997
- Harps of the Americas (Paraguayan and pedal harps), Arpa d'oro CD, 1996
- Erich Schubert Pop Harp Festival, Gega CD, 1994
- A Harpist's Invitation to the Dance, Gega CD, 1992